# Tullia Minor
Tullia Minor, död efter 509 f.Kr., var en romersk prinsessa och drottning, dotter till kung Servius Tullius av Rom och gift med kung Tarquinius Superbus. Hon var Roms sista drottning. 
Hon var den yngre av de två döttrarna till Servius Tullius. Kungen arrangerade sina två döttrars äktenskap, och gifte bort sin äldre dotter Tullia Major med Tarquinius Superbus och sin yngre med Arruns Tarquinius.  Tullia Minor och Tarquinius Superbu mördade därefter sina respektive makar, och gifte sig med varandra. År 535 störtade Tarquinius Superbus sin svärfar med sin makas stöd. I en berömd incident körde Tullia Minor över liket av fadern, som mördats av hennes makes anhängare, på sin väg hem efter maktövertagandet, vilket enligt romersk tro förbannade hennes makes regering. Efter att maken avsatts år 509 flydde hon från Rom. 